# Чёрный рыцарь

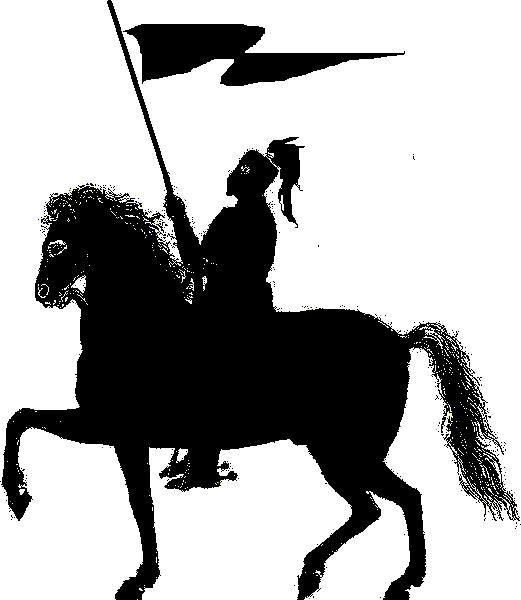
Чёрный рыцарь стал персонажем фольклора и художественного эпоса

Чёрный рыцарь — в Средние века рыцарь, который не имеет при себе геральдических опознавательных знаков, что могло быть обусловлено либо отсутствием у рыцаря таковых, либо желанием скрыть собственную личность или личность своего сеньора.
Поскольку обретение и передача геральдической символики была возможна только среди нобилитета и строго регламентировались правилами наследования (в частности, принципом майората), простой воин не имел герба и не располагал индивидуальными цветами. Такие воины часто становились наёмниками и, не имея собственного оруженосца или пажа, красили доспехи в чёрный цвет, чтобы защитить их от ржавчины (поскольку уход за ними требовал регулярной полировки, для чего требовалось наличие оруженосца или другой прислуги). Не состоящие в вассальных отношениях опытные и вооружённые воины были достаточно могучей и непредсказуемой силой, вследствие чего вызывали недовольство королей. Подобная независимость сама по себе шла вразрез с традициями феодального строя и не одобрялась. Своей негативной коннотацией в представлении правящей элиты термин не в последнюю очередь обязан этой точке зрения. В представлении простолюдинов, наоборот, он наделялся положительными качествами, народная молва его всячески превозносила и героизировала, поэтому в устном фольклоре и более поздних литературных произведениях-пересказах образ чёрного рыцаря нередко отождествляется с безымянным странствующим воином, защитником угнетённых, не ищущим себе славы и не желающим раскрывать свою личность (классический пример — «Айвенго» Вальтера Скотта).
Термин «чёрный рыцарь» также использовался в отношении рыцаря, который намеренно скрывает свои символы. Причиной сокрытия собственной личности могло стать участие рыцаря в рискованной политической интриге или действиях, не соответствующих его высокому социальному статусу (отсюда современное англоязычное выражение «black op»).
Свои аналоги чёрного рыцаря (с местной спецификой) есть не только в западноевропейском эпосе, но и у других народов мира, вплоть до китайского «хэй циши» (hei qishi).

## Художественные отображения
Чёрный рыцарь обычно изображается как рыцарь-одиночка и умелый боец. В начале почти всегда это был отрицательный персонаж. Впервые чёрный рыцарь появляется в легенде Артуровского цикла — Чёрный рыцарь.
В романе Вальтера Скотта «Айвенго» Король Ричард носит чёрные доспехи и в начале упоминается как «Чёрный Лентяй» (фр. le Noir Fainéant).
В фильме «Монти Пайтон и Священный грааль» есть эпизод с участием Чёрного рыцаря. Это одна из самых известных сцен в фильме.
Также легенда про Чёрного рыцаря упоминается в фильме с одноимённым названием «Чёрный рыцарь».